# 1673 w literaturze
Wydarzenia literackie w 1673 roku.

## Nowe książki
- polskie

## Zmarli
- Molier, francuski komediopisarz